# Economía transformadora
Se denomina economías transformadoras al ecosistema que aglutina diversas economías de transformación socioeconómica, entre ellas la economía social y solidaria, economías comunitarias, economías feministas, economías cooperativas, agroecología entre otras. Se trata de propuestas de reorganización socioeconómica teóricas y prácticas, que introducen una crítica al modelo económico dominante y formulan propuestas de cambio  situando a las personas, las comunidades y el medio ambiente, en definitiva la vida, en el centro de todos los procesos.

## Concepto
A diferencia del modelo capitalista que se basa en la productividad y el beneficio, las economías transformadoras ponen en el centro de su acción la sostenibilidad de la vida. Tienen como objetivo ser una alternativa al neoliberalismo. 
La economista feminista Magdalena León T señala en el desarrollo del concepto que

Son realidades, prácticas y visiones económicas de largo recorrido o de reciente formulación, que tienen en común una ética de la solidaridad, y que señalan la posibilidad de ubicar la reproducción de la vida y el trabajo como centro de la generación de verdadera riqueza. Esa otra riqueza es la capacidad de garantizar la satisfacción de las necesidades básicas de la humanidad, en condiciones de igualdad y justicia para todas las personas y colectividades, con equilibrios que aseguren la protección de la Madre Tierra, de la Casa Común. 

La lista es larga y diversa, conjuga prácticas económicas, formas organizativas y visiones teórico políticas. Así, está la economía feminista, que remite al aporte crucial de la economía del cuidado y a una visión crítica del sistema y del pensamiento económico. La economía social y solidaria como práctica y como visión sistémica. La soberanía alimentaria y la agroecología; las diferentes realidades de las economías comunitarias rurales y urbanas. Las experiencias de comercio justo, de mutualismo social, las cooperativas, las finanzas éticas. Las economías del común, de los pueblos indígenas, de la justicia climática. Investigación, políticas públicas, educación, comunicación, son campos indisociables de estas experiencias y visiones.
Magdalena León T

Forman parte de la economía transformadora:
- Las economías feministas: son las que sitúan en el centro de la economía la vida y todos los procesos que la hacen posible de manera sostenida, con especial importancia de la economía de los cuidados y el papel clave de la mujer.
- Los movimientos por la agroecología y la soberanía alimentaria: replantean el modelo agroalimentario como pieza básica para el sostenimiento de la vida, así como nuestra relación con la tierra y los ciclos naturales. Conectan su lucha con todas las luchas por la defensa de la tierra.
- La economía basada en los comunes o procomunes, con sus tres grandes subfamilias: comunes urbanos, comunes naturales y comunes digitales, que ofrecen otra vía basada en la gestión comunitaria de los recursos para producir valor.
- La economía social y solidaria, el comercio justo y las finanzas éticas, construidos sobre las bases del cooperativismo y la construcción de mercados sociales, hibridando la economía social tradicional con nuevas prácticas de autoorganización y democratización

## Foro Social Mundial de las Economías Transformadoras
El Foro Social Mundial de las Economías Transformadoras (FSMET) es un foro temático del Foro Social Mundial  convocado entre el 25 y 28 de junio de 2020. Entre los colectivos participantes se encuentran movimientos campesinos, indígenas, movimientos feministas, movimientos LGTBI, organizaciones juveniles, del mundo de la educación, de la economía digital, periodismo alternativo, uniones de personas trabajadoras, etc. de los cinco continentes. El Comité Coordinador del foro está integrado por  22 redes internacionales de Norteamérica, América Latina y el Caribe, Europa, África y Asia.